# American Beauty
American Beauty és una pel·lícula estatunidenca de 1999, dirigida per Sam Mendes i interpretada per Kevin Spacey, Annette Bening, Peter Gallagher i Thora Birch en els papers principals.
Aquesta pel·lícula va estar doblada al català.

## Argument
La família Burnham sembla ser, d'entrada, una família estatunidenca ordinària. Tanmateix, la manca de comunicació i la frustració porten de pressa a un desgavell total: el pare s'enamora de la jove i bonica amiga de la seva filla mentre que la mare enganya el seu marit amb un agent immobiliari que admira. La noia s'acosta al fill del veí.
L'espectador coneix d'entrada la fi de la història: la mort del protagonista, que mostrarà i comentarà l'últim any de la seva vida.
La pel·lícula constitueix una crítica ferotge de l'american way of life.

## Guió
Per fer el guió d'American Beauty, Alan Ball es va inspirar en part en dues anècdotes que va viure a finals de 1990: per una banda, la troballa d'una bossa de plàstic volant amb el vent davant del Word Trade Center; va quedar captivat pels moviments de la bossa durant uns deu minuts, i després ho justificaria dient que li havia provocat una "reacció emocional inesperada". Per altra banda, el 1992 Ball es va interessar per la polèmica al voltant del judici d'Amy Fisher. Al descobrir, a més, que s'havia publicat un còmic basat en aquest tema, va quedar impactat per la rapidesa amb què la polèmica s'havia comercialitzat. Ball va decidir, aleshores, escriure una obra de teatre per representar el fons que ell creia que hi havia rere tot el negoci mediàtic que s'havia format sobre el judici. Al principi va escriure només 40 pàgines, però va aturar la producció a l'adonar-se que la història funcionaria millor com a pel·lícula que com a obra teatral.
Ball va basar la història del protagonista, Lester Burnham, en aspectes de la seva pròpia vida. Igual que el personatge, Alan Ball havia deixat en segon pla les seves passions per treballar en professions que odiava i sota les ordres de gent que no respectava. Les escenes a la casa de Ricky reflecteixen les experiències de la infantesa del mateix guionista. De fet, Ball sospitava de l'homosexualitat amagada del seu pare, i va usar aquesta idea per crear el personatge del coronel Fitts.
Ball afirma que el guió és una barreja de comèdia i drama, però que aquest últim no va incloure'l intencionadament, sinó que va sorgir de manera inconscient per la seva manera de contemplar el món.

## Repartiment
- Kevin Spacey: Lester Burnham
- Annette Bening: Carolyn Burnham
- Thora Birch: Jane Burnham
- Mena Suvari: Angela Hayes
- Peter Gallagher: Buddy Kane
- Wes Bentley: Ricky Fitts
- Allison Janney: Barbara Fitts
- Chris Cooper: coronel Frank Fitts
- Scott Bakula: veí dels Burnham

## Banda original
- Dead Already, per Thomas Newman
- Because, interpretat per Elliott Smith
- On Broadway, compost per Barry Mann, Cynthia Weil, Jerry Leiber & Mike Stoller
- Tenderfoot, interpretat per Zen Dadio
- All Right Now, interpretat per Free
- We Haven't Turned Around, interpretat per Gomez
- Something Grand, interpretat per Hilton Ruiz Ensemble
- American Woman, interpretat per The Guess Who
- All Along The Watchtower, interpretat per Bob Dylan
- Use Me, interpretat per Bill Withers
- Cancer For The Cure, interpretat per The Eels
- The Seeker, interpretat per The Who
- Don't Rain On My per ade, interpretat per Bobby Darin
- As Long As I'm Singing, interpretat per Bobby Darin
- Open The Door, interpretat per Betty Carter
- Don't Let It Bring You Down, interpretat per Annie Lennox
- Call Me Irresponsible, interpretat per Bobby Darin
- Where Love Has Gone, interpretat per Bobby Darin
- Bali Ha'i, interpretat per Peggy Lee
- Free To Go, interpretat per The Folk Implosion

## Premis i nominacions

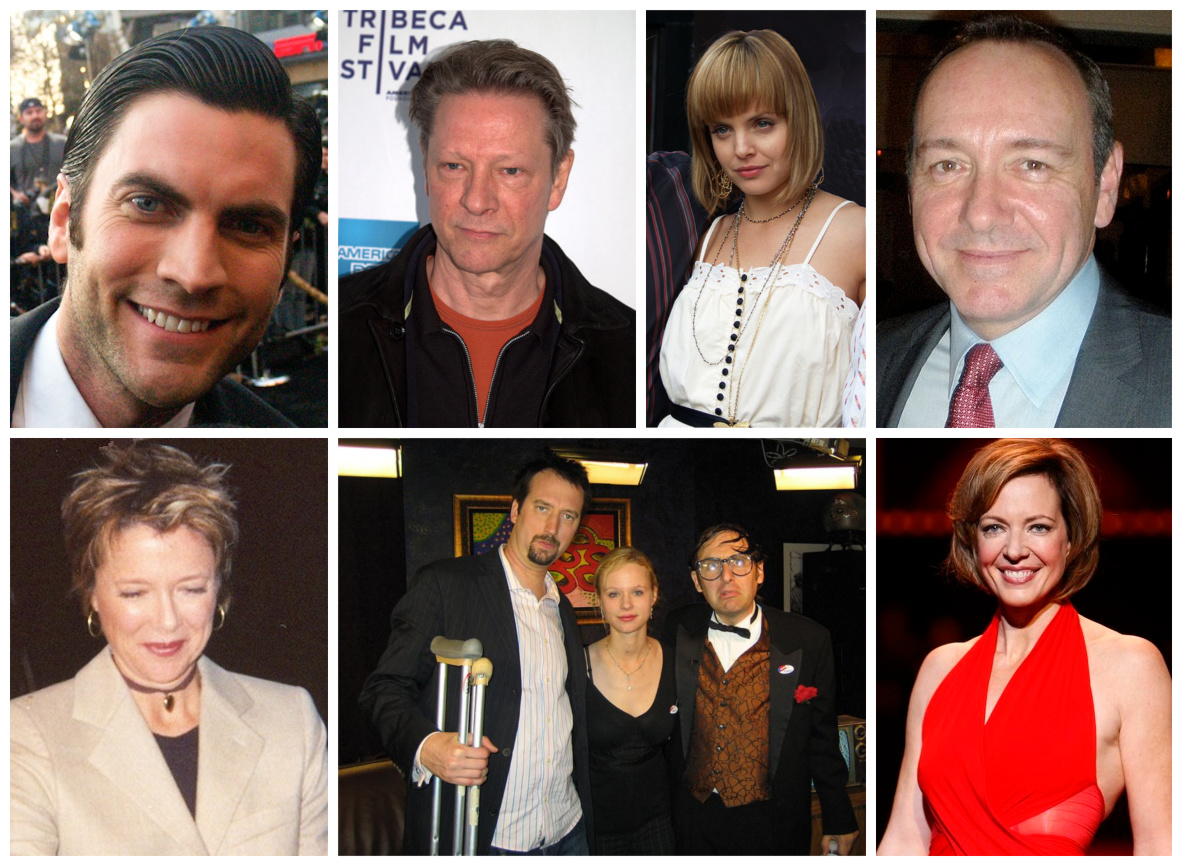
Repartiment principal de la pel·lícula.

### Premis
- 2000: Oscar a la millor pel·lícula
- 2000: Oscar al millor director per Sam Mendes
- 2000: Oscar al millor actor per Kevin Spacey
- 2000: Oscar al millor guió original per Alan Ball
- 2000: Oscar a la millor fotografia per Conrad L. Hall
- 2000: Globus d'Or a la millor pel·lícula dramàtica
- 2000: Globus d'Or al millor guió per Alan Ball
- 2000: Globus d'Or al millor director per Sam Mendes
- 2000: BAFTA a la millor pel·lícula
- 2000: BAFTA al millor actor per Kevin Spacey
- 2000: BAFTA a la millor actriu per Annette Bening
- 2000: BAFTA a la millor fotografia per Conrad L. Hall
- 2000: BAFTA a la millor música per Thomas Newman
- 2000: BAFTA al millor muntatge per Tariq Anwar i Christopher Greenbury
- 2001: Grammy al millor àlbum de banda sonora per pel·lícula, televisió o altre mitjà visual per Thomas Newman, Dennis S. Sands i Bill Bernstein

### Nominacions
- 2000: Oscar a la millor actriu per Annette Bening
- 2000: Oscar al millor muntatge per Tariq Anwar i Christopher Greenbury
- 2000: Oscar a la millor banda sonora per Thomas Newman
- 2000: Globus d'Or al millor actor dramàtic per Kevin Spacey
- 2000: Globus d'Or a la millor actriu dramàtica per Annette Bening
- 2000: Globus d'Or a la millor banda sonora per Thomas Newman
- 2000: BAFTA al millor director per Sam Mendes
- 2000: BAFTA al millor actor secundari per Wes Bentley
- 2000: BAFTA a la millor actriu secundària per Mena Suvari
- 2000: BAFTA a la millor actriu secundària per Thora Birch
- 2000: BAFTA al millor guió original per Alan Ball
- 2000: BAFTA al millor disseny de producció per Naomi Shohan
- 2000: BAFTA al millor so per Scott Martin Gershin, Scott Millan, Bob Beemer i Richard Van Dyke
- 2000: BAFTA al millor maquillatge per Tania McComas i Carol A. O'Connell
- 2001: César a la millor pel·lícula estrangera